# Media X
株式会社Media X（メディアエックス）は、解体工事及び住関連工事の斡旋事業を主とする日本のIT企業である。

## 概要
日本全国で複数の自社開発サービスを展開する。
大阪本社のほか、東京都港区に東京オフィスを設ける。

## 沿革
- 2020年10月　大阪を本拠地として、数多くのメディア事業を展開する法人Media Xを設立
- 2020年12月　解体企業とユーザーをマッチングする「解体エージェント」のサービス開始[2]
- 2022年2月　外壁塗装企業とユーザーをマッチングする「外壁塗装エージェント」のサービス開始[3]